# پرینی، لوآر
پرینی، لوآر (به فرانسوی: Parigny) یک کمون (فرانسه) در فرانسه است که در canton of Perreux واقع شده‌است. پرینی ۹٫۱۵ کیلومتر مربع مساحت و ۵۴۵ نفر جمعیت دارد و ۳۳۱ متر بالاتر از سطح دریا واقع شده‌است.